# Gerda Taro
Gerta Pohorylle conhecida profissionalmente como Gerda Taro (Estugarda, 1 de agosto de 1910 – Brunete, 26 de julho de 1937) foi fotógrafa, jornalista e anarquista alemã de origem judaica. É lembrada como sendo a primeira mulher fotojornalista a morrer enquanto fazia cobertura de guerra.
Esposa do fotógrafo húngaro Robert Capa, ficou conhecida principalmente por seu registro da Guerra Civil Espanhola em fotos que hoje marcam a memória daqueles eventos. Gerda documentou o cotidiano e as batalhas do fronte em vários momentos perigosos da guerra e ao ficar sem filme para sua câmera, arrumava carona no carro de um general que estava sendo usado para transportar os feridos. Quando foram atingidos por aviões alemães que apoiavam as tropas de Franco perto de Villanueva de la Cañada, um tanque desgovernado do exército republicano colidiu com eles e Gerda foi mortalmente ferida no estômago.
Capa e Taro foram nomes inventados pelo casal para tentar atenuar a intolerância vigente na Europa na época e para terem nomes mais atraentes para o mercado norte-americano. Uma grande parte da produção, originalmente, atribuída a Capa era da autoria de Gerda Taro.

## Biografia

### Primeiros anos
Gerda nasceu em 1910 em Estugarda, na região de Baden-Württemberg, em uma família judaica de classe média que tinha emigrado recentemente da região da Galícia (Europa Central). Lá ela frequentou a Queen Charlotte High School e mais tarde uma escola de negócios, passando um ano em um colégio interno em Lausanne.
Em 1929, a família se mudou para Leipzig, pouco antes da ascensão da Alemanha Nazista. Gerda era uma ferrenha opositora ao nazismo e logo se interessou pelas ideologias da esquerda. Em 1933, após a chegada do Partido Nazista ao poder, Gerda foi presa e detida por distribuir propaganda contra o nazismo. Eventualmente, toda a família de Gerda foi obrigada a deixar a Alemanha para diferentes lugares. Gerda, com apenas 23 anos, foi para Paris, enquanto seus pais tentaram chegar aos territórios palestinos, na mesma época em que os judeus estavam tentando estabelecer um Estado-nação na região. Seus irmãos foram para a Inglaterra, mas Gerda não voltou a ver a família.

### França
Estabelecida em Paris para fugir do antissemitismo alemão, Gerda conheceu em 1935 o fotógrafo húngaro de origem judaica, Endre Friedman, com quem começou a fotografar e se tornou sua assistente pessoal. Os dois acabaram se apaixonando logo depois. Gerda começou a trabalhar para a Alliance Photo como editora.
Em 1936, Gerda recebeu sua credencial de fotojornalista. O casal então bolou um plano, onde Endre alegaria que era o agente do fotógrafo Robert Capa, nome inventado pelos dois. Assim os dois podiam tirar fotos e vendê-las como sendo o trabalho de um fotógrafo norte-americano que não existia. Isso foi bem conveniente para os dois, que escapavam do preconceito contra judeus prevalecente na Europa e atraía os profissionais do outro lado do Atlântico. Capa é uma palavra que vinha do apelido de uma rua de Budapeste e quer dizer "tubarão" em húngaro. O segredo do casal, porém, durou pouco tempo, mas Endre manteve o nome comercial, enquanto Gerda adotava o sobrenome de Taro, homenageando a artista japonesa Tarō Okamoto e a atriz sueca Greta Garbo.
Os dois trabalharam juntos em várias coberturas, especialmente aquelas que ocorreram na França, como a ascensão da Frente Popular no começo dos anos 1930.

### Guerra Civil Espanhola

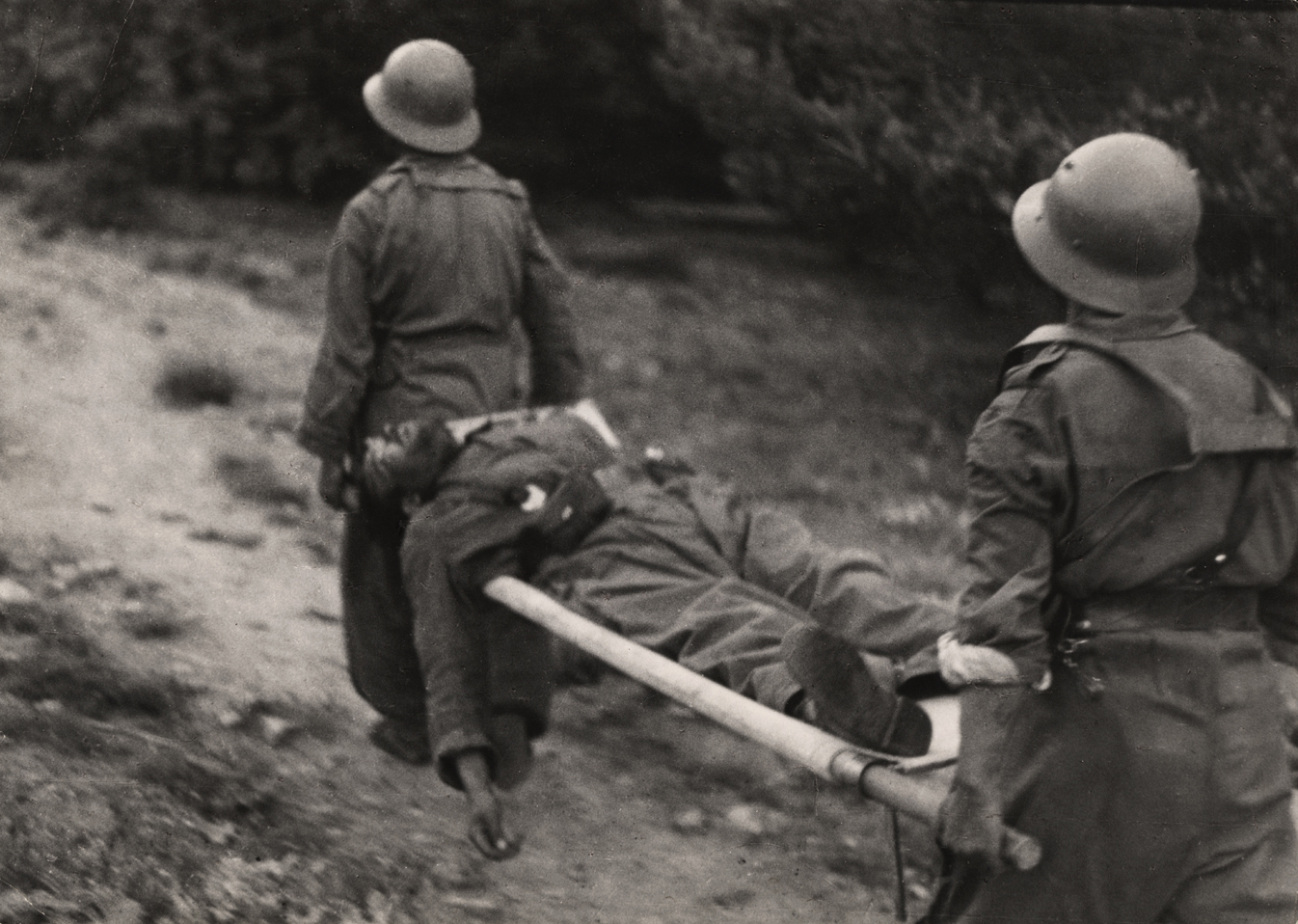
Foto por Gera Taro de 1937, mostrando soldados republicanos em Navacerrada, Espanha

Quando a Guerra Civil Espanhola estourou em 1936, Gerda viajou até Barcelona com Robert Capa para cobrir os eventos, junto do fotógrafo David Seymour. Foi por volta dessa época que Gerda ganhou o apelido de La pequeña rubia ("A Loirinha"). Os três cobriram a guerra a noroeste de Aragão e ao sul de Córdoba. Usando a autoria de Robert Capa, eles estamparam importantes publicações da época, como a revista francesa Vu.
É bastante notável a diferença entre as fotos de Gerda e Robert. Ela usava uma câmera Rollei, que tirava fotos quadradas, enquanto Capa usava uma Leica, que gerava imagens retangulares. Em algum momento de 1937, eles produziram imagens semelhante sem filmes de 35mm sob o nome de Capa&Taro.
Gerda era bastante independente, tanto que ela recusou um pedido de casamento da parte de Capa. Por volta dessa época, ela ficou bastante conhecida no círculo antifascista europeu e entre intelectuais, como Ernest Hemingway e George Orwell. Um jornal comunista francês usava apenas fotos tiradas por Gerda. Assim, ela começou a comercializar suas fotos sob o nome de Photo Taro para várias revistas de peso como a Life e a Volks-Illustrierte.
Registrando o bombardeio de Valência sozinha, Gerda registrou momentos que foram alguns dos seus mais famosos trabalhos. Em julho de 1937, suas fotos eram altamente elogiadas e compradas no mercado internacional, enquanto ela cobria sozinha os eventos em Brunete, região perto de Madri. Gerda foi a única a testemunhar os eventos na região.

## Morte

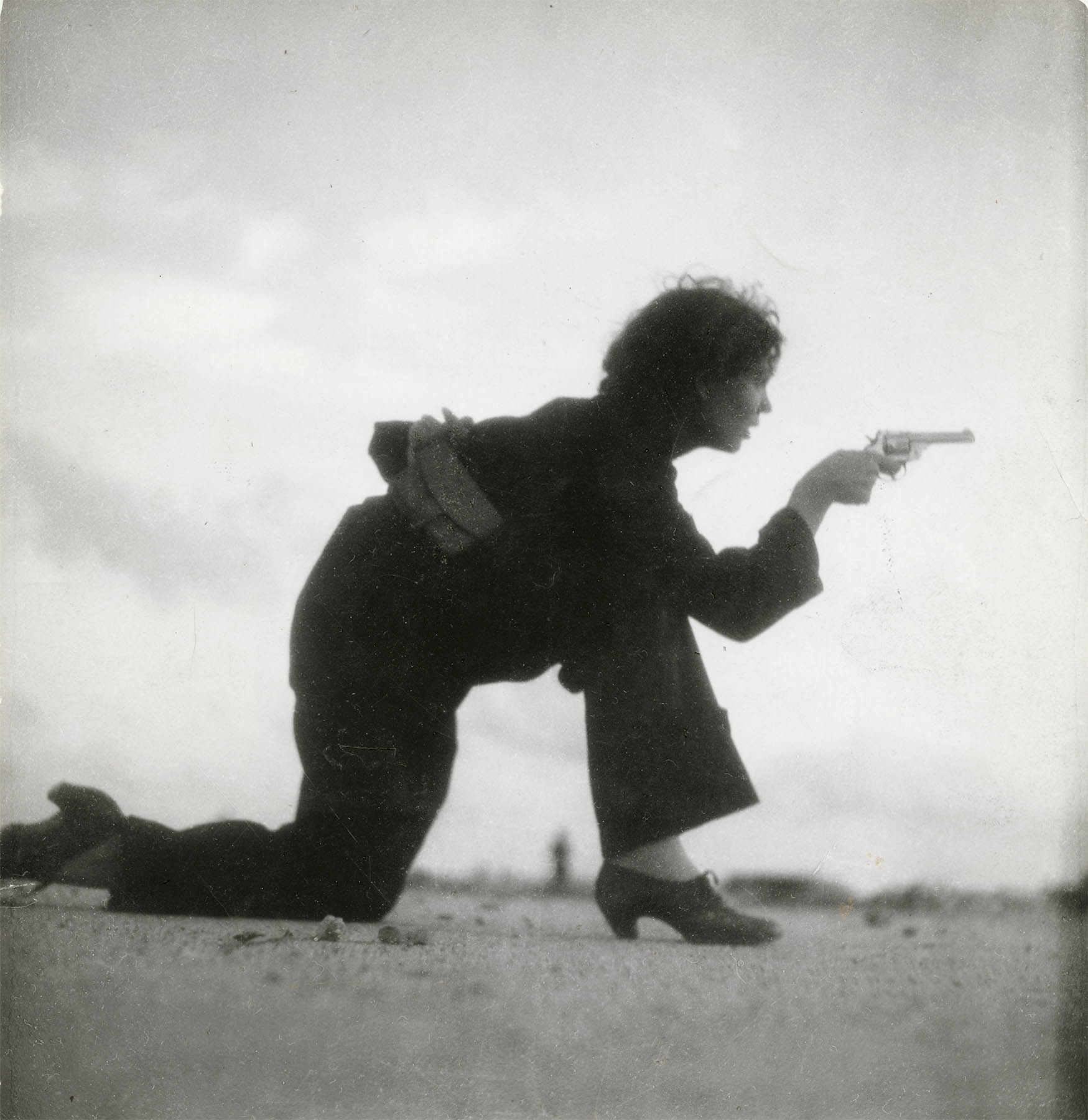
Foto de 1936 por Gerda, mostrando uma mulher treinando com a milícia republicana espanhola

Enquanto cobria a retirada do exército republicano na Batalha de Brunete, Gerda subiu no apoio de um carro que transportava soldados feridos. Um tanque republicano caiu ao seu lado, ferindo-a gravemente, levando-a à morte no dia seguinte, em 26 de julho de 1937, com apenas 26 anos.
As circunstâncias de sua morte foram questionadas pelo jornalista britânico Robin Stummer, em um artigo para a revista New Statesman. Stummer citou Willy Brandt, mais tarde Chanceler da Alemanha Ocidental, e um amigo de Gerda durante a Guerra Civil Espanhola, dizendo que ela havia sido vítima do expurgo stalinista de comunistas e socialistas na Espanha não aliados a Moscou. No entanto, Stummer não forneceu nenhuma outra evidência para sustentar sua afirmação. As fotografias do último dia da vida de Gerda Taro nunca foram encontradas.
Em uma entrevista ao jornal espanhol El País, o sobrinho de um dos soldados republicados na Batalha de Brunete disse que ela morreu em um acidente. Segundo a testemunha, o carro do general no qual ela pegou carona foi atropelado por um tanque de guerra e, apesar de ter chegado consciente ao hospital, ela morreu pouco depois no hospital britânico de El Goloso. O motorista do tanque não tinha ideia do acidente quando ele ocorreu.
Por seu engajamento político, Gerda se tornou uma icônica figura antifascista. Em 1 de agosto de 1937, no que teria sido seu 27º aniversário, o Partido Comunista Francês fez um grande funeral em Paris e a sepultou no Cemitério de Père Lachaise, com um monumento encomendado a Alberto Giacometti para marcar seu túmulo.
Em 2018, um fotógrafo alegou possuir a foto de Gerda Taro em seu leito de morte no hospital britânico, tirada pelo filho do médico húngaro Dr. Kiszely, que lhe deu o primeiro atendimento.

## Galeria

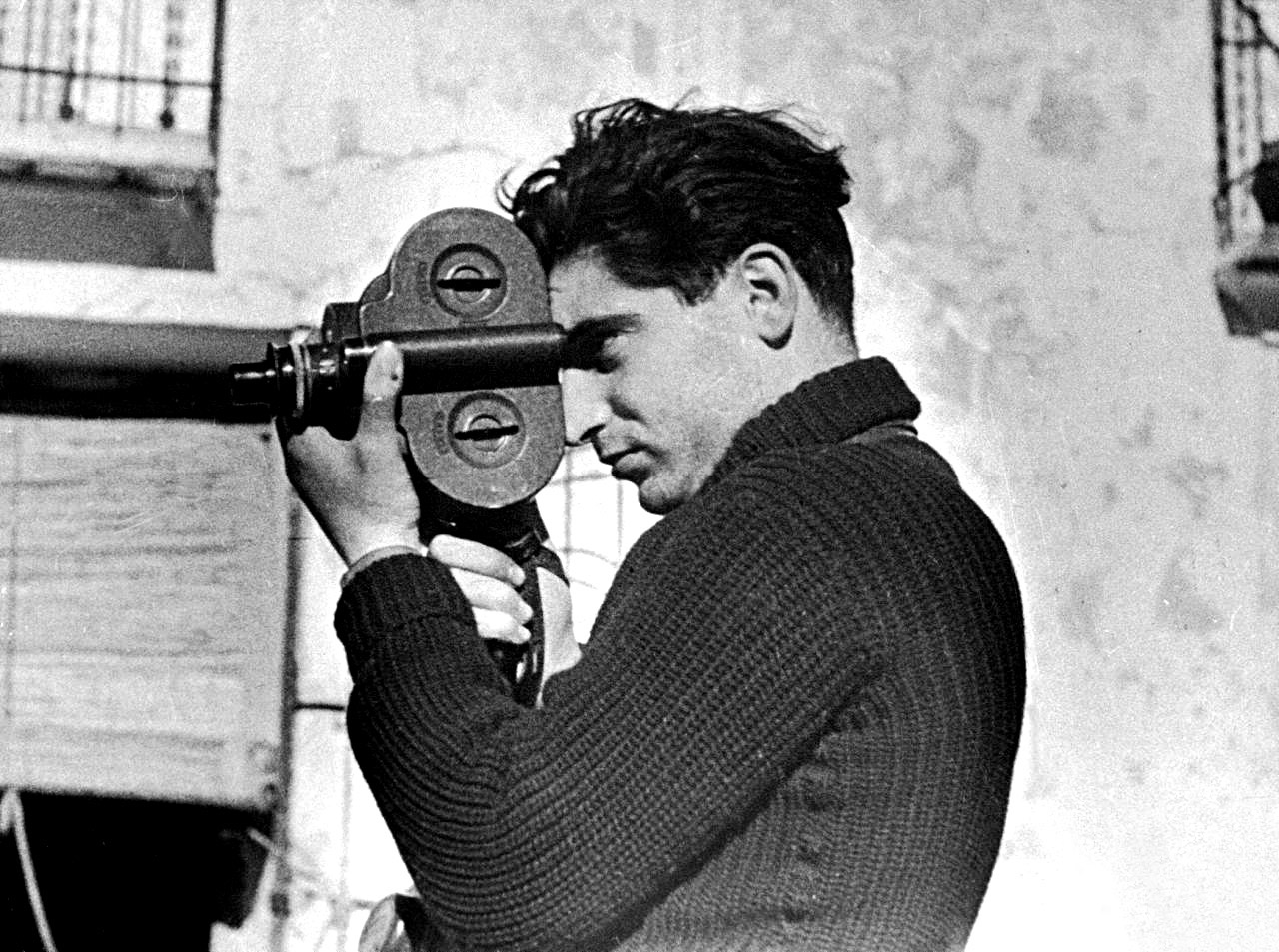
Robert Capa fotografado por Gerda Taro em Maio de 1937.
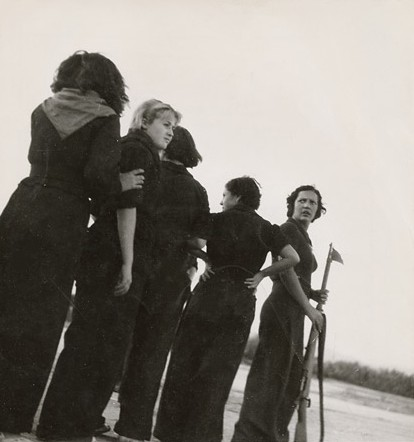
Milicianas treinam nos arredores de Barcelona em Agosto de 1936.
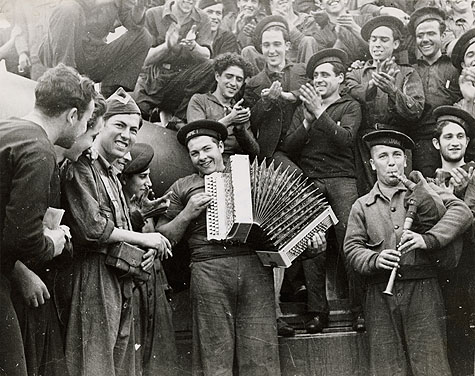
Marinheiros republicanos fazem música a bordo do encouraçado Jaime I, Almería, Espanha. Fevereiro de 1937.
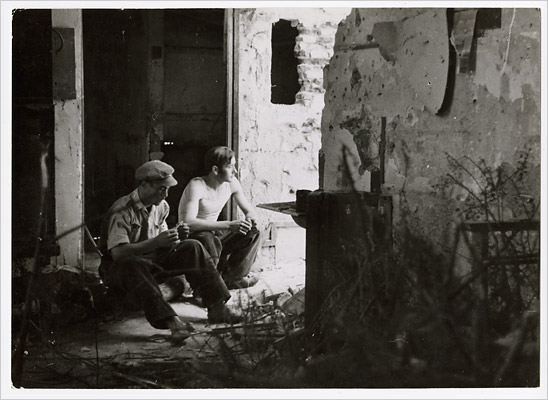
Dinamiteros republicanos, em Carabanchel, arredores de Madrid, Junho de 1937.
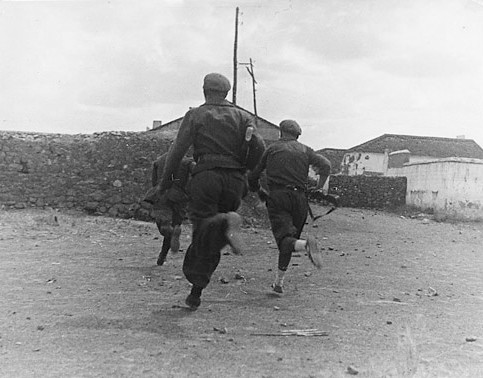
Soldados republicanos em Junho de 1937, durante a Guerra Civil Espanhola.